# 涅瓦大街 (小说)
《涅瓦大街》（俄语：Невский Проспект）是一部尼古拉·瓦西里耶维奇·果戈里的短篇小说，写于1831年至1834年，于1835年出版。

## 摘要
小说的开头首先非常详细地描述了圣彼得堡的中心大道涅瓦大街，然后分为两条线，分别讲两个男人都在街上跟踪遇到的美女。
第一个故事讲的是一个年轻、浪漫的画家皮斯卡罗夫，跟着一个黑头发的女人，来到了妓院。但是他喜欢的是天真纯洁的女人，所以他被她的真实本性所震惊，于是就逃走了。回家后，他梦见她是一个富有而贤德的女子。他只为梦想而活，以致失眠，吸上了鸦片来入睡做梦。他又梦见这个女人是他的妻子，于是决定娶她，但当他到妓院求婚时，那个女人嘲笑他。他回到住处，割断了喉咙。他的葬礼无人参加。
第二个故事是军官皮罗戈夫中尉的，他粗俗而现实。皮罗戈夫跟着一个金发碧眼的女人来到她家，她是一个德国锡匠的妻子。当她丈夫外出时，皮罗戈夫试图引诱她，而遭到殴打。皮罗戈夫起初非常愤怒，决心寻求报复，但在吃了泡夫点心、读了报纸，又跳了整晚的舞之后，缄口不言。
小说的结尾再次谈到涅瓦大街。